# Дом пионеров (Таганрог)

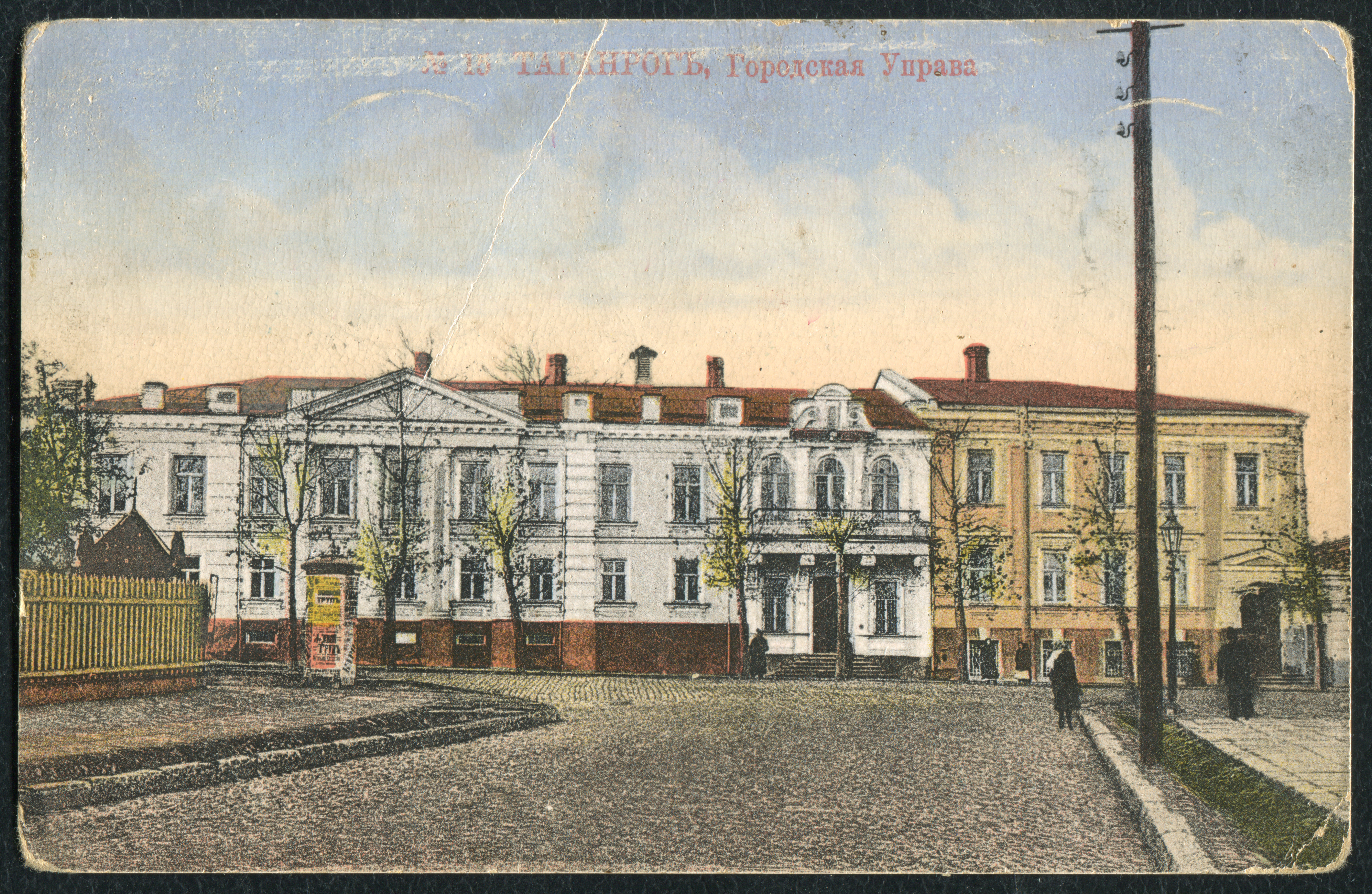
Здание городской управы, в котором в 1936 г. был открыт Дворец пионеров и школьников

Таганрогский Дом пионеров — центр внешкольной работы в Таганроге, существовавший до 1991 года.

## История
Пионерская организация в Таганроге была создана 9 апреля 1923 года, когда в здании Таганрогской трудовой школы прошло заседание детских групп «Юный Спартак».
Дворец пионеров и школьников был торжественно открыт в Таганроге 24 января 1936 года и стал первым Дворцом пионеров в Азово-Черноморском крае и четвёртым в СССР. Директор — М. А. Подольский. До немецкой оккупации города 17 октября 1941 года Дворец пионеров и школьников занимал здание бывшей городской управы (ул. Петровская, 87), где имелись прекрасные условия для разносторонней работы с подростками. В оснащении Дворца участвовали все промышленные предприятия города. Шефы помогли создать зеркальные хореографические классы, мастерские со столярными и токарными станками, радиокружки, юнатские кружки. Под руководством педагогов в 17 секциях школьники занимались новейшими видами технического творчества: собирали радиоприёмники, электромеханические телевизоры, создавали модели самолётов, изучали морское дело, мастерили мебель. Таганрогские юннаты вывели морозостойкий сорт пшеницы, отмеченный медалью ВДНХ.
С 1936 года при Дворце пионеров был организован детский духовой оркестр.
После освобождения Таганрога от оккупантов Дворец пионеров и школьников открылся 3 декабря 1943 года под названием «Дом пионеров» в помещении Дома учителя по адресу ул. Петровская, 89. В феврале 1944 года Дом пионеров был переведён в здание Детской музыкальной школы им. П. И. Чайковского (ул. Греческая, 50).
До 1947 года в двухэтажном особняке на ул. Свердлова 60 располагался Клуб завода Димитрова. С 1947 по 1949 год в этом здании находился Театр музыкальной комедии. После его расформирования, зимой 1949 года здание решением горисполкома было передано городскому Дому пионеров.
В 1957 году при Доме пионеров начала работать музыкальная студия, был создан детский музыкальный театр «Сказка».
В 1968 году в Доме пионеров работало 25 студий и кружков, в которых занимались около 500 детей. Помимо радио- и фото-кружков, драматического, хореографического, музыкального, существовал и кружок краеведения.
С 1988 года Дом пионеров работал в здании по ул. Петровской, 72. В 1999 году Таганрогский Дом пионеров был преобразован в учреждение дополнительного образования детей Центр внешкольной работы (ЦВР). Директор — Т. В. Янченко.

## Директора Дома пионеров
- с 1974 по 1986 — Т. С. Бегун
- с 1946 по 1974 — А. П. Бринцева
- с 1943 по 1946 — Т. М. Ульянох
- с 1938 по 1941 — Е. И. Акуленко
- с 1936 по 1938 — М. А. Подольский

## Известные сотрудники и кружковцы Дома пионеров
- Беккер, Нина Михайловна (1890—1938) — руководитель кружка лепки.
- Бринцева, Антонина Петровна (1912—1998) — директор Дома пионеров, член Таганрогского подполья, участник Великой Отечественной войны, Отличник народного просвещения РСФСР.
- Бут, Николай Яковлевич (1928—1989) — кружковец, народный художник РСФСР, лауреат Государственной премии УССР имени Т. Г. Шевченко за диораму «Битва за Днепр», один из ведущих мастеров Студии военных художников им. Б. М. Грекова.
- Вайс, Сергей Александрович (1923—1943) — руководитель авиамодельного кружка, член таганрогской антифашистской подпольной организации.
- Григорьева, Валентина Яковлевна (1904—2000) — руководитель изостудии[6].
- Дереберя, Иван Григорьевич (1923) — кружковец, российский художник.
- Дроздова, Ольга Куприяновна (1944) — кружковец, заслуженный учитель РФ, директор гимназии «Мариинская».
- Малинка, Виктор Александрович (1935) — кружковец, российско-украинский художник, иллюстратор детской книги.
- Морозов, Семён Григорьевич (1914—1943) — комиссар таганрогской подпольной антифашистской организации, Герой Советского Союза.
- Скарайнис, Олег Юлиевич (1923) — кружковец, советский скульптор[7].
- Сухорученко, Геннадий Анатольевич (1934—2000) — кружковец, советский поэт.